# Alan Peacock
Alan Peacock (Middlesbrough, Inglaterra; 29 de octubre de 1937 – 29 de junio de 2025) fue un futbolista inglés que jugó en la posición de delantero.

## Carrera

### Club
| Periodo   | Club               | Apariciones | Goles |
| --------- | ------------------ | ----------- | ----- |
| 1954–1964 | Middlesbrough FC   | 218         | 125   |
| 1964–1967 | Leeds United FC    | 54          | 27    |
| 1967–1968 | Plymouth Argyle FC | 11          | 1     |

### Selección nacional
Peacock debutó con Inglaterra el 2 de junio de 1962 en la victoria por 3-1 sobre Argentina en Rancagua por la Copa Mundial de Fútbol de 1962 en Chile, siendo el primer futbolista de Inglaterra en debutar con la selección nacional en una copa del mundo. Jugó para Inglaterra en seis ocasiones y anotó tres goles, dos de ellos en la victoria por 4–0 sobre Gales en noviembre de 1962.

## Muerte
Peacock fue diagnosticado con demencia en 2018 y murió a causa de la enfermedad el 29 de junio de 2025 a los 87 años.